# Christino Cruz
João Christino Cruz (Caxias, MA, 24 de julho de 1857 — Rio de Janeiro, DF, 7 de abril de 1914) foi um usineiro, agrônomo e deputado federal brasileiro. Foi também presidente honorário da Sociedade Nacional de Agricultura (SNA). Filho do coronel João da Cruz e de Lina Joaquina Castello Branco da Cruz, era irmão do senador Joaquim Antônio da Cruz.
Segundo ABRANCHES (op. cit), fez estudos preparatórios em São Luís, no Maranhão, indo concluí-los em Zurique, na Suíça. Alí, frequentou a Escola Prática de Agricultura de Strickhof , onde terminou o curso, para, após, matricular-se na Alemanha, na Academia Agrícola de Hontheim, em Stuttgart, no Gutenberg (Alemanha), onde veio a concluir o curso agrícola. Permaneceu mais dezoito meses na Europa, visitando estabelecimentos agrícolas na França e Inglaterra. Ao retornar a Caxias aí montou o Engenho D'Água.
Em 1892 foi eleito deputado federal, em vaga aberta pela renúncia do sr. Tasso Fragoso. Re-eleito à segunda legislatfura, não foi reconduzido. Novamente foi eleito, já na quarta legislatura, mantendo seus mandatos até morrer. Foi eleito segundo vice-governador do Maranhão em 1910, reconduzido em 1914.
O projeto de criação do Ministério da Agricultura, Indústria e Comércio (MAIC), articulado pela SNA, chegou à Câmara dos Deputados, em 1902, através do seu presidente honorário, deputado Christino Cruz, sendo aprovado quatro anos depois, pelo Decreto n. 1.606, de 29 de dezembro de 1906. O MAIC começou a funcionar somente em 1909, pelo Decreto nº 7.501, de 12 de agosto de 1909, com sua atuação estendo-se aos serviços de agricultura prática, defesa agrícola, proteção dos índios e ensino agronômico.
No centro de Caxias, no Maranhão, há uma rua, e na zona rural foi nomeada uma Undidade Básca de Saúde UBS também  em sua memória. Na localidade de Engenho d'Água, no mesmo Município, existiu entre os séculos XIX e XXI uma estação ferroviária, atualmente demolida, no km. 408, da ferrovia até Timon, a qual também usou o nome Cristino Cruz.
No início da década de 1910, Christino Cruz foi homenageado pela Companhia de Navegação a Vapor do Parnaíba, que batizou com o seu nome o T.S.S. Christino Cruz, um dos seus navios a vapor.
Nessa mesma época, durante a administração de Francisco de Assis Lopes Júnior (1910-1912), foi criada uma  escola de agricultura no município maranhense de Guimarães, nas imediações de Capitua, com o nome de “Aprendizado Agrícola Christino Cruz”, também em sua homenagem, cujo projeto inicial figurava como uma obra de extraordinária importância para o município e para o estado. Alguns anos depois, esta escola foi transferida para São Luís com o nome de Escola Agrotécnica Federal de São Luís.